# Colonia Ampliación Daniel Garza
La Colonia Daniel Garza es una colonia en la alcaldía Miguel Hidalgo de la Ciudad de México, parte de lo que en su tiempo fue la antigua Villa de Tacubaya.

## Geografía
Sus límites geográficos son:
- avenida Constituyentes al norte, limítrofe con el Bosque de Chapultepec.
- avenida Parque Lira al oriente, limítrofe con la colonia San Miguel Chapultepec.
- la calle General Sóstenes Rocha, limítrofe con la colonia Observatorio al sur.
- la calle General José Montesinos, limítrofe a la colonia Daniel Garza al poniente.

Las calles de la colonia llevan los nombres de generales y gobernadores de México al igual que su vecina San Miguel Chapultepec.

## Historia
Esta colonia surgió a mediados del siglo XX, cuando los antiguos y ricos pobladores de la Villa de Tacubaya se desplazaron a zonas como Las Lomas de Chapultepec; Polanco y Condesa, asentándose en ella gente de clase trabajadora, convirtiéndose en un lugar rodeado de aserraderos, talleres, tiendas y fondas; por esto en alguna época la Avenida Constituyentes fue conocida como Calzada Madereros. En parte de sus terrenos se encuentran las instalaciones de la alcaldía Miguel Hidalgo, la colonia está dividida en dos por el Anillo Periférico, encontrándose un mayor desarrollo urbano en la colindancia con San Miguel Chapultepec. En la zona poniente cuenta con el Faro del saber Constituyentes.
A través de sus calles (José Morán) transita la nueva Ciclovía Polanco - Condesa y la ciclovía Observatorio - Condesa,  se pretende convertir la zona en un corredor cultural, debido a que en ella se encuentra la casa - taller Luis Barragán

## Lugares de interés
Casa Luis Barragán, una de las más influyentes y representativas obras de la arquitectura contemporánea en el mundo, reconocida por la Unesco como una de las 31 zonas calificadas patrimonio mundial en México. Se trata del único inmueble individual en América Latina que ha logrado tal distinción.
Esta colonia se ha beneficiado del boom inmobiliario que en la última década ha sufrido la colonia San Miguel Chapultepec, además de tener dentro de sus límites, en la calle General Francisco Ramírez, importantes galerías como Labor, Archivo Diseño y Arquitectura y la Casa Ortega (primera obra del arquitecto Luis Barragán).

## Transporte público
En los límites de la colonia están ubicada las estaciones Constituyentes de la Línea 7 y Tacubaya de la 1, 7 y 9, además de la estación Parque Lira del metrobús Línea 2.